# Henk Mes

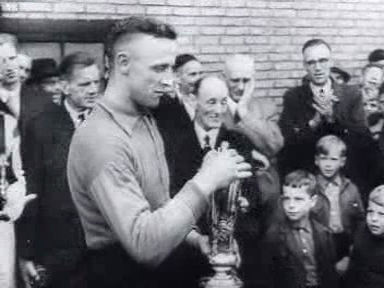
Henk Mes met de beker in 1944.

Henk Mes (1913 - 1995) was een Nederlands voetbaldoelman die 249 wedstrijden uitkwam voor Willem II (1934 - 1948). In 1943/44 won hij als aanvoerder van de Tilburgse club de KNVB beker, door met zijn team in de finale RKSV Groene Ster te verslaan (9-2).
Willem II vond Mes in de eigen stad bij amateurvereniging T.A.C. (in 1991 hernoemd tot T.A.C./B.W.B. na een fusie). Hij werd na zijn sportcarrière door Willem II benoemd tot 'Lid van verdienste'. In het Tilburgse doel werd hij opgevolgd door Cees Botermans.